# 성젠만터우

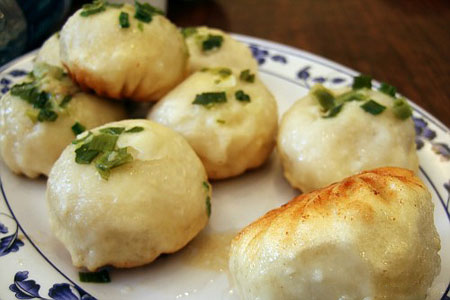
성젠만터우

성젠만터우(生煎馒头)는 상하이 요리 중 하나로, 소고기를 속으로 만든 만두로 상에 낼 때에는 지져서 낸다.

## 명칭
성젠바오(生煎包)라고도 부른다.

## 같이 보기
- 만두
- 샤오룽바오